# ダアリタイ・オッチギン
ダアリタイ・オッチギン（モンゴル語: ᠳᠠᠷᠢᠳᠠᠢ
ᠥᠴᠢᠭᠡᠨ Даридай отчигин Da'aridai Otčigin, 中国語: 答里台斡赤斤、生没年不詳）は、バルタン・バアトルの末子で、モンゴル帝国の創設者チンギス・カンの叔父。『元史』などの漢文史料では答里台/答里真、『集史』などのペルシア語史料ではداریتی اوتچگینDārītay Ūtchigīnと記される。「ダアリ(da'ari＜daγari)」は「瘡」を意味し、「瘡を持つ者」といった意味の名前と考えられている。また、「オッチギン(Otčigin)」は「炉の主」を意味し、転じて「末子」を意味する名称である。書籍によってはダリタイ、ダリダイ、ダーリタイとも表記される。

## 概要
モンゴル部キヤト氏のバルタン・バアトルの息子として生まれ、兄にはモンゲトゥ・キヤン、ネクン・タイシ、イェスゲイ・バートルらがいた。ダアリタイが生まれた頃、モンゴル部では有力氏族間の抗争が悪化しており、「あまねきモンゴルのカン」を選出できない状態にあった。ダアリタイはキヤト氏の長として活躍する兄イェスゲイを補佐しており、『元朝秘史』によるとダアリタイはイェスゲイがホエルンを奪い取って妻とするのを手伝い、声を上げて泣くホエルンに
| 「 | 汝が抱ける[人]は多き嶺を越えたり/汝が泣ける[人]は多き川を渡りたり/叫ぶとも顧みざらん汝を/求むるとも道を得ざらん汝は | 」 |

と語って慰めたという。しかし後にイェスゲイがタタル部に謀殺されると、これが決定打となってキヤト氏は離散してしまった。
後にイェスゲイの長子でダアリタイの甥であるテムジン(後のチンギス・カン)が成長しかつての民を取り戻すと、ダアリタイらキヤト氏の有力者はテムジンを推戴してモンゴルのカンとした(第一次即位)。この頃のチンギス・カンの勢力は「十三翼」によって構成されていたと記録されており、ダアリタイはこの内第9翼を率いていた。『集史』や『聖武親征録』によると、第9翼はダアリタイとネクン・タイシの息子クチャル(ダアリタイの甥、チンギス・カンの従兄)の二人に率いられており、その配下の部族にはニルン(純モンゴル)のドゥグラト(朶忽蘭/دوقلاتDūqlāt)、ドルルキン(隷属民)のネクズ(捏古思/نکوزNakūz)、クルカン(火魯罕/قورقاتQūrqān)、サカイト(撒合夷/سقایتSaqāīt)、ヌンジン(嫩真/ننجینNunjīn)といった遊牧集団が存在していた。
しかし従来の氏族的紐帯を重視する社会体制を解体し絶対的な権力を確立しようとするチンギス・カンとダアリタイらキヤト氏の長はやがて対立するようになった。『元朝秘史』はこのような対立の象徴的な事件として、1202年タタル部を討伐した際にチンギス・カンの定めた軍法を破ってダアリタイらが自分勝手に掠奪を行い、チンギス・カンに叱責を受けた一件を記している。この一件を切っ掛けとして、チンギス・カンから自分勝手な掠奪を責められたダアリタイ、アルタン、クチャルらはチンギス・カンの下を去り、ケレイト部のオン・カンに仕えるようになった。ダアリタイらはオン・カンと協力してチンギス・カンと闘ったが、やがてオン・カンとも対立するようになり独立したが、結局は仲間割れにより衰退しチンギス・カンに降伏せざるを得なくなった。
ダアリタイの末路について『元朝秘史』と『集史』の記述は異なっており、『集史』が降伏したダアリタイはチンギス・カンの命によって処刑されたと伝える一方、『元朝秘史』はチンギス・カンは一度はダアリタイを処刑しようとしたがボオルチュ、ムカリ、シギ・クトクの3人に説得されて処刑をとりやめたと伝えている。『元朝秘史』は『集史』に比べて物語性が強く、チンギス・カンの事跡を美化する傾向にあるため、実際には『集史』の記すようにダアリタイはチンギス・カンの命によって処刑されたのが事実であると考えられている。また、『集史』はダアリタイの処刑と同時にダアリタイ配下の遊牧民及びその嫡子タイナル・イェイェはカチウンの息子アルチダイに与えられ、その隷属民になったと記している。

## キヤト氏系図
- トンビナイ・セチェン（Tumbinai Sečen,秘史:屯必乃薛禅/元史:敦必乃/集史:تومبن خانTūmbana khān）
  - サム・カチュラ（Sam Qačula,秘史:撏薛赤列/元史:葛赤渾/親征録:三哈初来/集史:قبل خانQabul Khān）…アダルギン氏の始祖,子孫は第3翼
  - カラルダイ（Qaraldai）…子孫は第4翼
  - カブル・カン（Qabul Qan,秘史:合不勒合罕/元史:葛不律寒/集史:قبل خانQabul Khān）…「あまねきモンゴル」初代カン
    - オキン・バルカク（Ökin Barqaq,秘史:斡勤巴児合黒/元史:窠斤八剌哈哈/集史:اوکین برقاقŪkīn Barqāq）…子孫は第5翼・第6翼
    - バルタン・バアトル（Bartan ba'atur,秘史:把児壇把阿禿児/元史:八里丹/集史:برتان بهادرBartān Bahādur）
      - モンゲトゥ・キヤン（Mönggetü Kiyan,秘史:忙格禿乞顔/元史:蒙哥黒顔/集史:مونگدو قیانMūngedū Qiyān）
        - チャンシウダイ（Čangši'ud,秘史:撏薛赤列/集史:چینگشوتChīngshūt）…第8翼

      - ネクン・タイシ（Nekün Taiši,秘史:捏坤太子/元史:聶昆大司/集史:نکون تاییشیNekūn Tāīīshī）
        - クチャル（Qučar,秘史:忽図剌合罕/親征録:火察児/集史:قوچرQūchar）…第7翼

      - イェスゲイ・バアトル（Yesügei ba'atur,秘史:也速該把阿禿児/元史:烈祖也速該/親征録:烈祖神元皇帝也速該/集史:ييسوكاى　بهادر Yīsūkāī bahādur）…遺領が第1翼となる
        - チンギス・カン（Činggis Qan）…第2翼

      - ダアリタイ・オッチギン（Da'aridai Otčigin,秘史:答里台斡赤斤/元史:答里真/親征録:答里台/集史:داریتی اوتچگینDārītay Ūtchigīn）…第7翼

    - クトクトゥ・モングル（Qutuqtu Mönggür,秘史:忽禿黒禿蒙古児/元史:忽都魯咩聶児/集史:قوتوقتو مونگرQūtūqtū Mönggür）…第8翼
    - クトラ・カン（Qutula qan,秘史:忽図剌合罕/元史:忽都剌罕/親征録:忽都剌可汗/集史:قوتل قانQūtula qān）…「あまねきモンゴル」第三代カン
      - ジョチ・カン（J̌oči qan,秘史:拙赤/親征録:搠只可汗/集史:جوچی خانJūchī khān）…第9翼
      - アルタン（Altan,秘史:阿勒壇/親征録:按壇/集史:التانĀltān）…第10翼

    - クラン・バアトル（Qulan ba'atur,秘史:忽闌/元史:忽蘭八都児/親征録:忽蘭/集史:قولان بهادرQūlān Bahādur）…第11翼
    - トドエン・オッチギン（Tödö'en Otčigin,秘史:脱朶延斡赤斤/元史:掇端斡赤斤/親征録:脱端/集史:تودان اوتچگینTūdān Ūtchigīn）…第11翼

## ダアリタイ王家
- ダアリタイ・オッチギン(Da'aridai Otčigin,答里真/داریتی اوتچگینDārītay Ūtchigīn)
  - タイナル・イェイェ(Tainal yeye,大納耶耶/تاینال ییهTāīnāl yeye)
    - ソゲ大王(Söge,小哥)
    - 寧海王ココチュ(Kököčü,闊闊出)
      - イェルゲン大王(Yergen,也里干)
        - カルカン王(Qalqan,哈魯罕)
          - 宣靖王マイヌ(Mainu,買奴)
            - クルド・テムル(Quldu temür,忽魯朶)

          - アルグ大王(Aruγ,阿魯)

        - 寧海王イスマーイール(Ismāīl,亦思蛮)
        - 寧海王バートル(Baγatur,抜都児)
        - 寧海王アカイ(Aqai,阿海)